# Volker Ippig
Volker Ippig (* 28. Januar 1963 in Eutin) ist ein ehemaliger Fußballtorwart und -trainer.

## Spielerkarriere
Mit 16 Jahren kam er vom ostholsteinischen TSV Lensahn ans Millerntor zum FC St. Pauli, für den er dann – zunächst hinter der Nr. 1, „Rille“ Rietzke – das Tor hütete, anfangs in der drittklassigen Oberliga Nord. Nach seinem Abitur am Wirtschaftsgymnasium St. Pauli nahm Ippig eine Auszeit, in der er unter anderem freiwillige Aufbauarbeit in Nicaragua verrichtete. In der zweiten Hälfte der 1980er wurde er, der auch zeitweise in den Hafenstraßenhäusern wohnte, zum personifizierten Inbegriff des neuen, linken Images der „Kiezkicker“, für die er ab 1986 als Stammkeeper und ab 1988 auch in der Fußball-Bundesliga im Kasten stand. Die Fans dankten ihm mit einem damals in großer Stückzahl verbreiteten T-Shirt mit seinem Foto und der wortspielerischen Überschrift „Volker hört die Signale“. Nach insgesamt 131 Spielen für St. Pauli musste er seine Spielerkarriere wegen einer Rückenverletzung in der Saison 1991/92 beenden. Im Februar 1992 stellte er einen Antrag auf Sportinvalidität. Ippig litt unter Wirbelgleiten, seit er sich im November 1989 beim Aufwärmen auf gefrorenem Boden verletzte, plagten ihn in der Folge mehrmals Beckenschmerzen. Der damalige stellvertretende Vorsitzende des FC St. Pauli, Christian Hinzpeter, bezeichnete Ippig im Dezember 1991 als „Ur-St.-Paulianer“ und einen, „der mit Leib und Seele für den Verein eingetreten ist.“

## Trainertätigkeit
Der schon in seinen aktiven Jahren als spontan und sehr eigensinnig geltende Ippig wurde 1992 Torwarttrainer in der Jugend des FC St. Pauli und begann eine Ausbildung zum Heilpraktiker. Er arbeitete als Physiotherapeut und begann seine Trainerausbildung, die er 2004 mit dem Erwerb der A-Lizenz abschloss. 2005 erlangte Ippig an der Sporthochschule Köln sein Fußballlehrer-Diplom. Er arbeitete ab 1999 als Torwarttrainer bei St. Pauli, wo er – nach Streitigkeiten nicht nur mit seinem ehemaligen Stellvertreter auf dem Rasen, Klaus Thomforde – Anfang 2003 das Handtuch warf. Weitere Engagements führten ihn zum VfR Neumünster, dem Schleswig-Holsteinischen Fußballverband und in die Jugendabteilung von Holstein Kiel. Für die Saison 2007/08 holte Felix Magath Ippig als Torwarttrainer zum VfL Wolfsburg. Da Ippig sein auf drei Tage pro Woche begrenztes Engagement nicht ausweiten wollte, wurde er im Januar 2008 durch Andreas Hilfiker abgelöst. Zum gleichen Zeitpunkt arbeitete er wieder bei seinem Heimatverein TSV Lensahn und führte diesen als Cheftrainer 2008 zum Verbandsligaaufstieg. Da er mit seiner mobilen Torwartschule nicht genügend verdiente, begann er damals als sogenannter Unständiger (das heißt als Tagelöhner auf Abruf) im Hamburger Hafen. Seit 2011 ist er dort festangestellt.

## Trivia
Im Film FC Venus – Angriff ist die beste Verteidigung spielt Ippig eine Nebenrolle als Sturmtank der fiktiven Unterligamannschaft Eintracht Imma 95, dessen schwere Verletzung die Initialzündung der Handlung darstellt.